# 2010 JC80
2010 JC80, também escrito como 2010 JC80, é um corpo menor que está localizado no disco disperso, uma região do Sistema Solar. Ele possui uma magnitude absoluta de 5,8 e tem um diâmetro estimado de cerca de 304 km. O astrônomo Mike Brown lista este corpo celeste em sua página na internet como um candidato a possível planeta anão.

## Descoberta
2010 JC80 foi descoberto no dia 12 de maio de 2010 pelos astrônomos D. L. Rabinowitz e S. Tourtellotte.

## Órbita
A órbita de 2010 JC80 tem uma excentricidade de 0,444 e possui um semieixo maior de 56,191 UA. O seu periélio leva o mesmo a uma distância de 31,238 UA em relação ao Sol e seu afélio a 81,145 UA.